# Dániel Zwickl

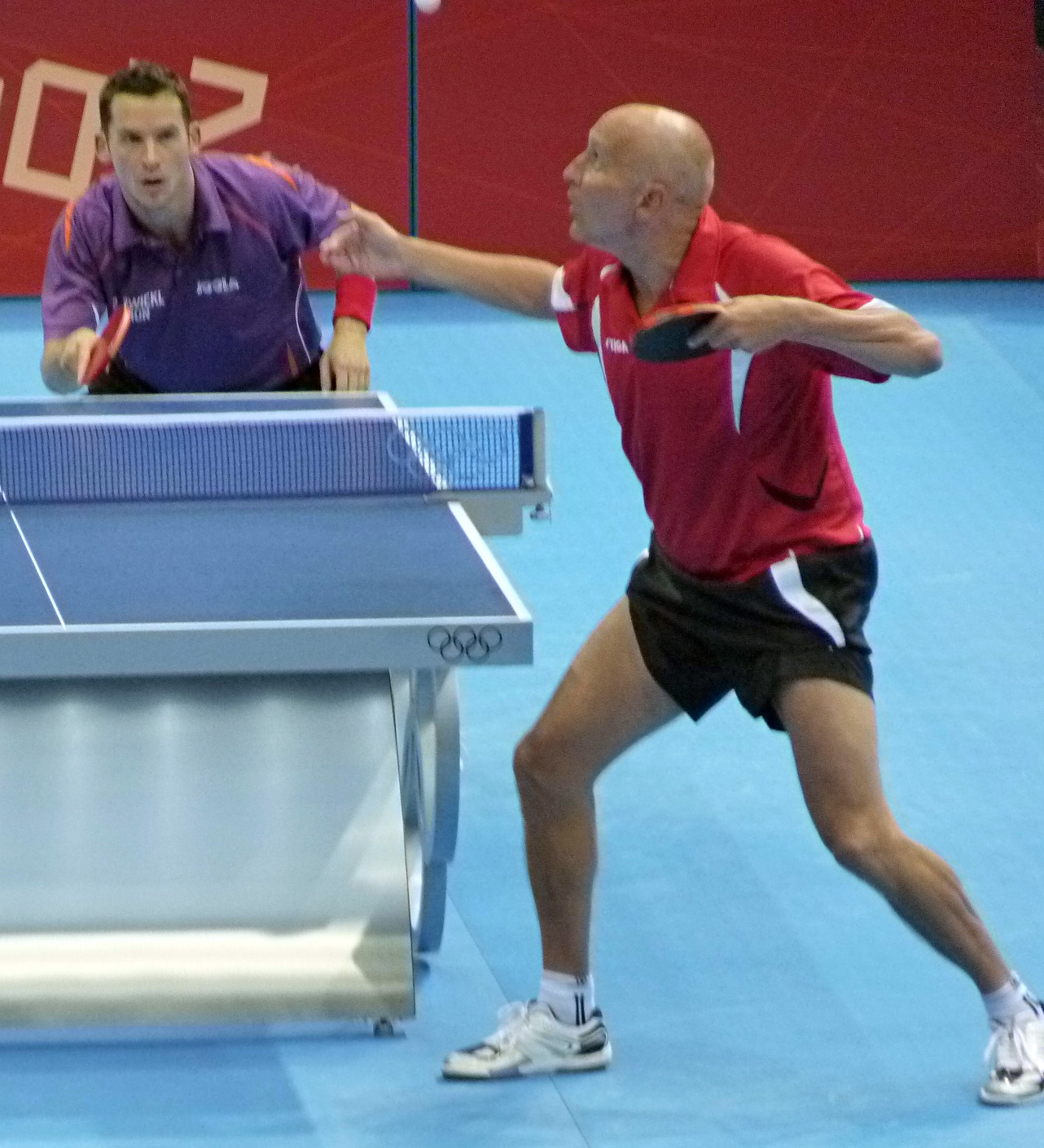
Dániel Zwickl (links) bei den Olympischen Spielen 2012. Rechts Allan Bentsen

Dániel Zwickl  (* 30. August 1984 in Budapest) ist ein ungarischer Tischtennisspieler. Er  nahm an den Olympischen Spielen 2012 teil.

## Werdegang
Bereits bei Jugend-Europameisterschaften machte Dániel Zwickl auf sich aufmerksam. So siegte er 1998 im Doppel mit Peter Sereda. Ein Jahr später gewann er alle drei Einzelwettbewerbe, das Einzel, das Doppel mit Antonín Gavlas (Tschechien) und das Mixed mit Georgina Póta. 2000 erreichte er das Endspiel im Doppel mit Constantin Cioti (Rumänien) und 2001 im Einzel.
Dániel Zwickl wurde von 2007 bis 2009 dreimal in Folge mit Lombard-BVSC ungarischer Mannschaftsmeister. In den nationalen Individualwettbewerben siegte er 2006 im Einzel und im Mixed mit Szandra Pergel. Mit der gleichen Partnerin gewann er auch 2008 den Mixedwettbewerb.
Mehrere Jahre war Dániel Zwickl auch in der deutschen Bundesliga aktiv. 2001 wechselte er vom ungarischen Verein BVSC Budapest zu TTC Karlsruhe-Neureut. Im Folgejahr wurde er vom TTF Liebherr Ochsenhausen verpflichtet, wo er auch von 2012 bis 2018 als Sportmanager arbeitete. Später spielte er beim FC Tegernheim, ehe er 2005 nach Österreich abwanderte. 2014 wurde er vom TTC Fortuna Passau in der 2. Bundesliga eingesetzt.
2012 qualifizierte er sich für die Teilnahme am Einzelwettbewerb der Olympischen Spiele. Nach Siegen gegen Allan Bentsen (Dänemark) und Aleksandar Karakašević (Serbien) schied er gegen Chuang Chih-Yuan (Taiwan) aus.

## Privat
Dániel Zwickl ist verheiratet mit einer Sportschützin. Sie haben eine Tochter.